# Pulü
Pulü (kinesiska: 蒲吕) är ett stadsdelsdistrikt i sydvästra Kina. Det ligger i stadsdistriktet Tongliang i storstadsområdet Chongqing, omkring 49 kilometer nordväst om det centrala stadsdistriktet Yuzhong. Antalet invånare är 22 719. Befolkningen består av 11 273 kvinnor och 11 446 män. Barn under 15 år utgör 18,0 %, vuxna 15-64 år 65 %, och äldre över 65 år 16,0 %.